# Heliamphora chimantensis
Heliamphora chimantensis är en flugtrumpetväxtart som beskrevs av Wistuba, Carow och Harbarth. Heliamphora chimantensis ingår i släktet Heliamphora och familjen flugtrumpetväxter. Inga underarter finns listade i Catalogue of Life.

## Bildgalleri

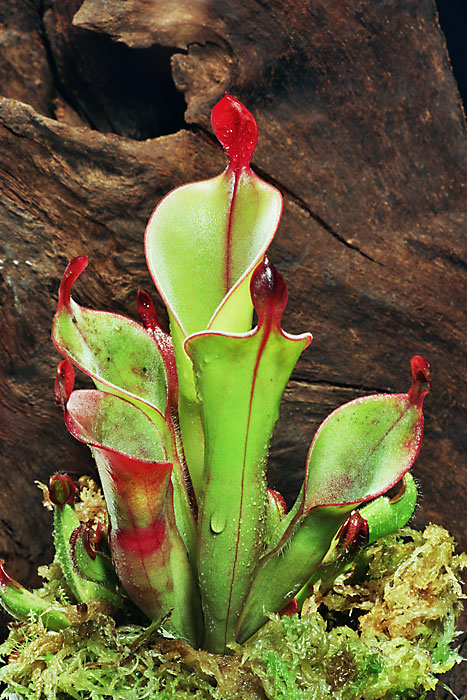
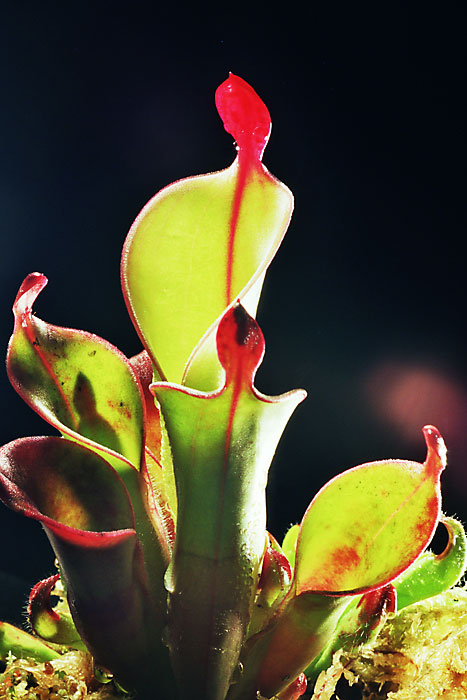
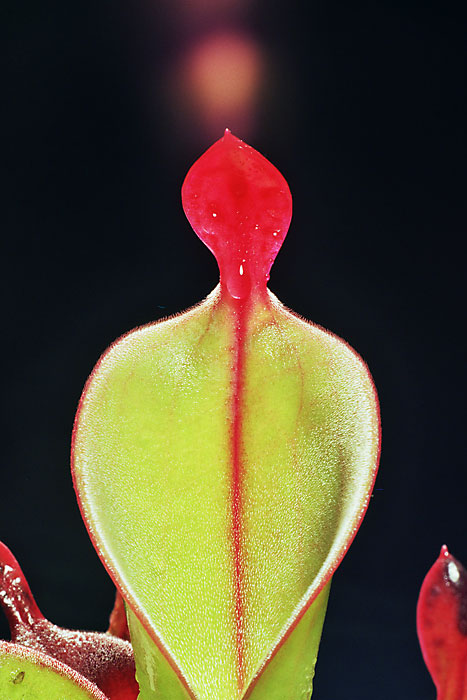
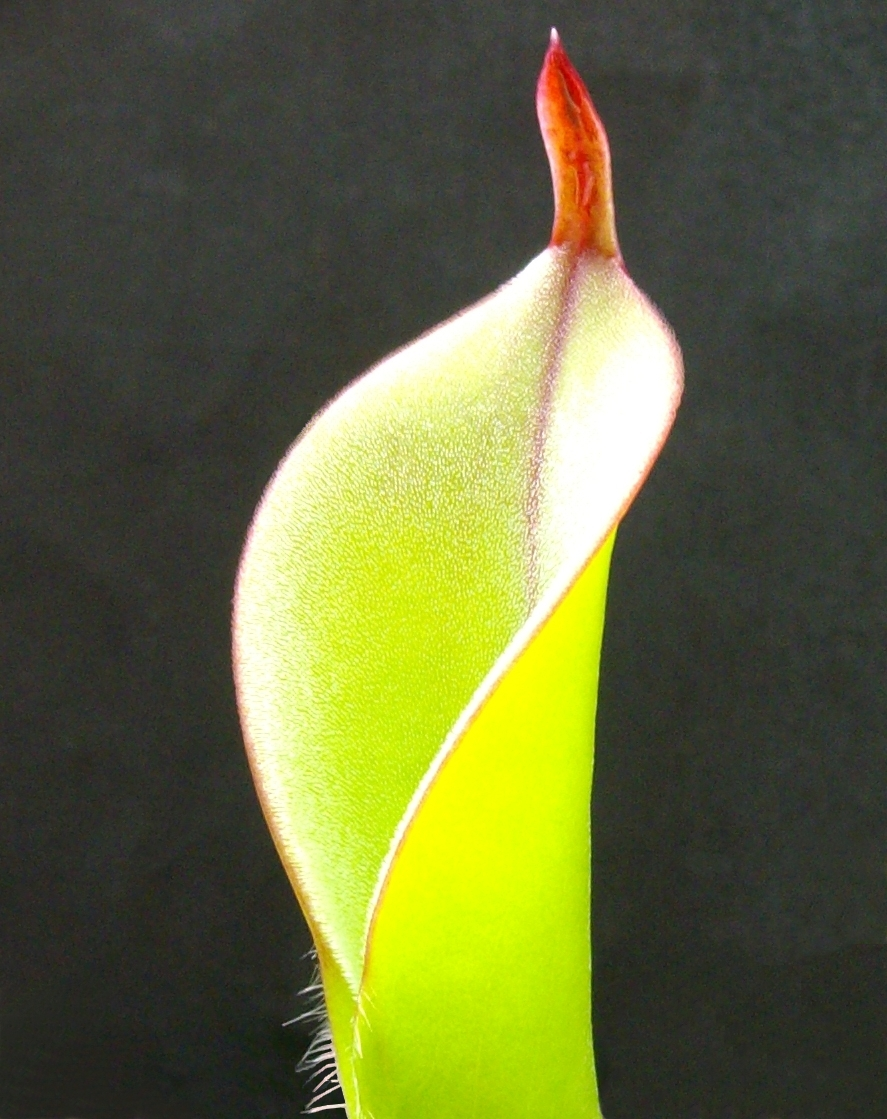
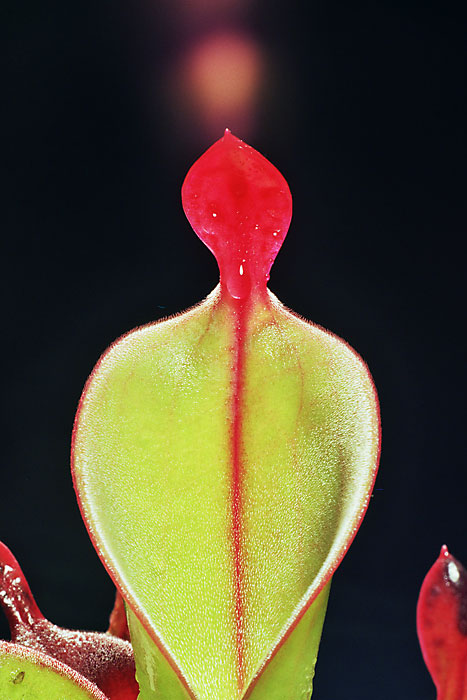
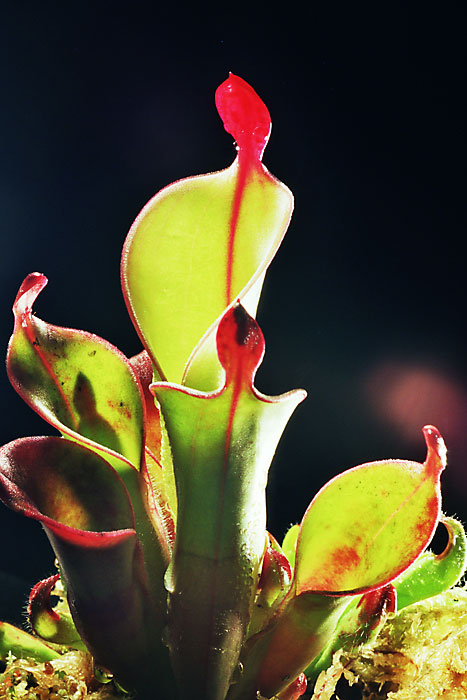